# Kannanita
La kannanita és un mineral de la classe dels silicats, que pertany al grup de l'ardennita.

## Característiques
La kannanita és un sorosilicat de fórmula química Ca₄Al₄(AlMg)(VO₄)(SiO₄)₂(Si₃O10)(OH)₆, tractant-se d'una combinació única d'elements. Va ser aprovada com a espècie vàlida per l'Associació Mineralògica Internacional l'any 2016. Cristal·litza en el sistema ortoròmbic. És l'anàleg de calci de l'ardennita-(V).

## Formació i jaciments
Es troba en mineralitzacions metasedimentàries de ferro i manganès. Va ser descoberta al mont Kannan, a Uchiko, a la Ciutat d'Ouzu (Prefectura d'Ehime, Japó). Es tracta de l'únic indret on ha estat trobada aquesta espècie. Sol trobar-se associada a altres minerals com la piemontita, l'hematites i la braunita.